# Cannaphila
Cannaphila ist eine aus drei Arten bestehende Libellengattung. Die Gattung gehört zur Unterfamilie Sympetrinae und wurde 1889 durch William Forsell Kirby beschrieben. Als Generotyp diente ein Tier der bis dahin unbekannten Art Cannaphila insularis. Das Verbreitungsgebiet erstreckt sich vom Südwesten der Vereinigten Staaten über Mittelamerika entlang der Anden  bis nach Nordargentinien.

## Merkmale
Cannaphila-Arten sind mittelgroße Libellen und erreichen Längen zwischen 36 und 45 Millimetern. Der Hinterleib (Abdomen) der Männchen ist schwarz, jener der Weibchen hellbraun bis rot mit gelblichen Markierungen. Die Flügel sind durchsichtig. Dabei ist die letzte Antenodalader im Vorderflügel vollständig, reicht also von der Costalader bis zur Radiusader.

## Habitat
Die Imagines der Gattung Cannaphila leben in dichten und lichten Wäldern, wo sie auf Zweigen sitzend auf Beute warten.

## Systematik
Folgende Arten werden zur Gattung Cannaphila gezählt:
- Cannaphila insularis
- Cannaphila mortoni
- Cannaphila vibex